# كاتلين باربو
كاتلين باربو هو لاعب كرة قدم روماني في مركز الهجوم، ولد في 5 أغسطس 1999 في بيتيشت في رومانيا. لعب مع AFC Chindia Târgoviște ‏.

## وصلات خارجية
- كاتلين باربو على موقع قاعدة بيانات كرة القدم.إي يو (الإنجليزية)
- كاتلين باربو على موقع Soccerway.com (الإنجليزية)